# Naspolya

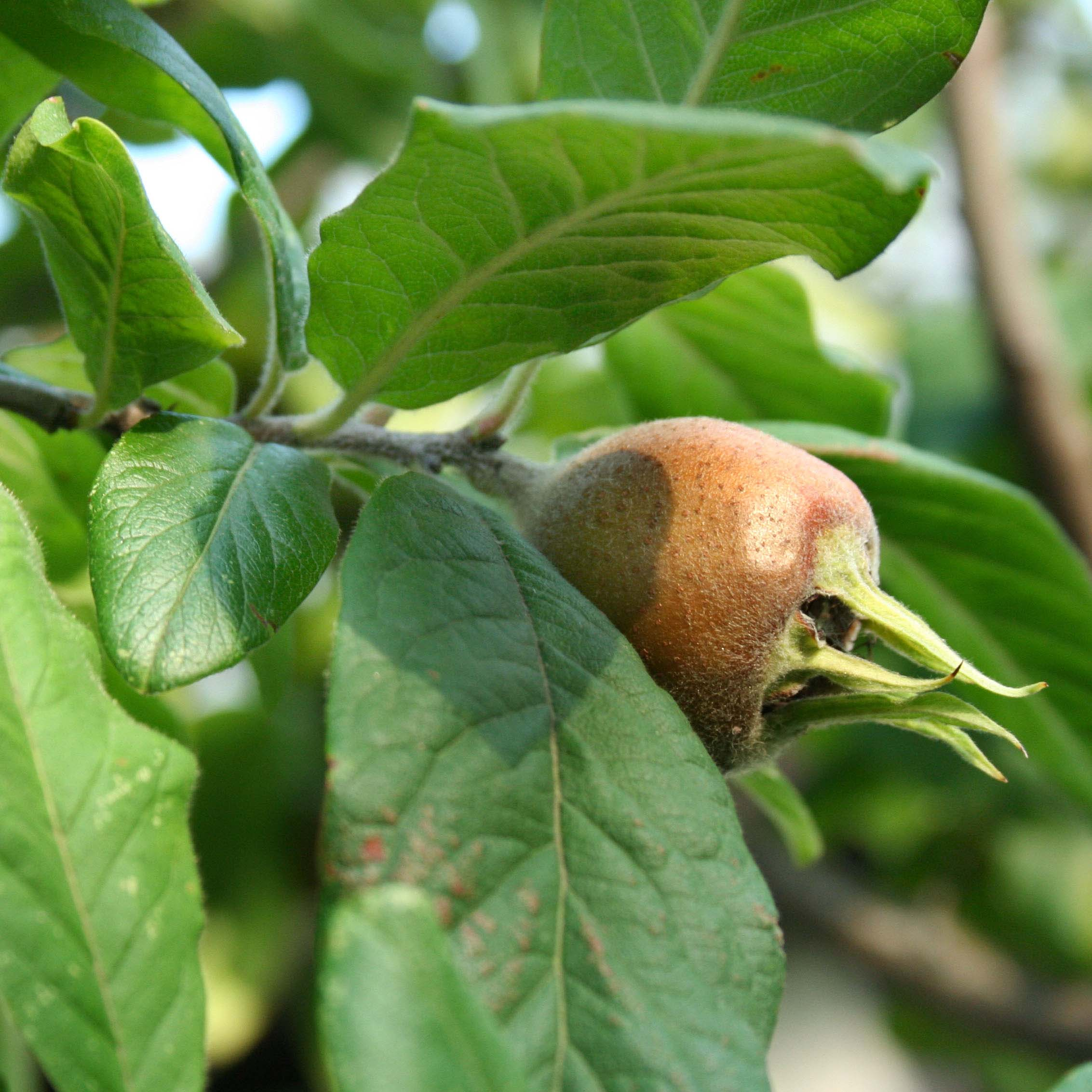
Naspolya augusztus idején

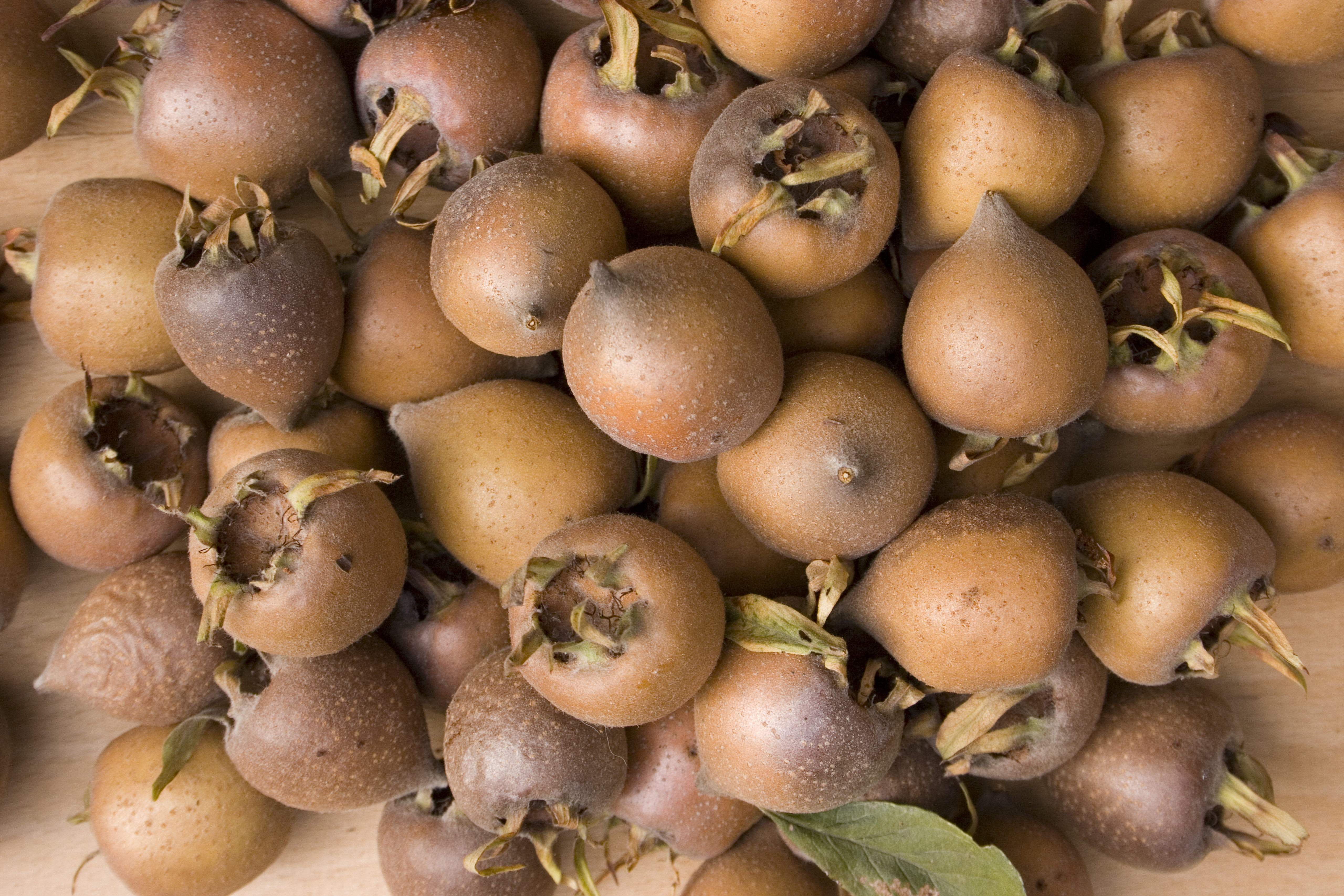
Naspolyaszüret, szállításra, csomagolásra készen, október végén

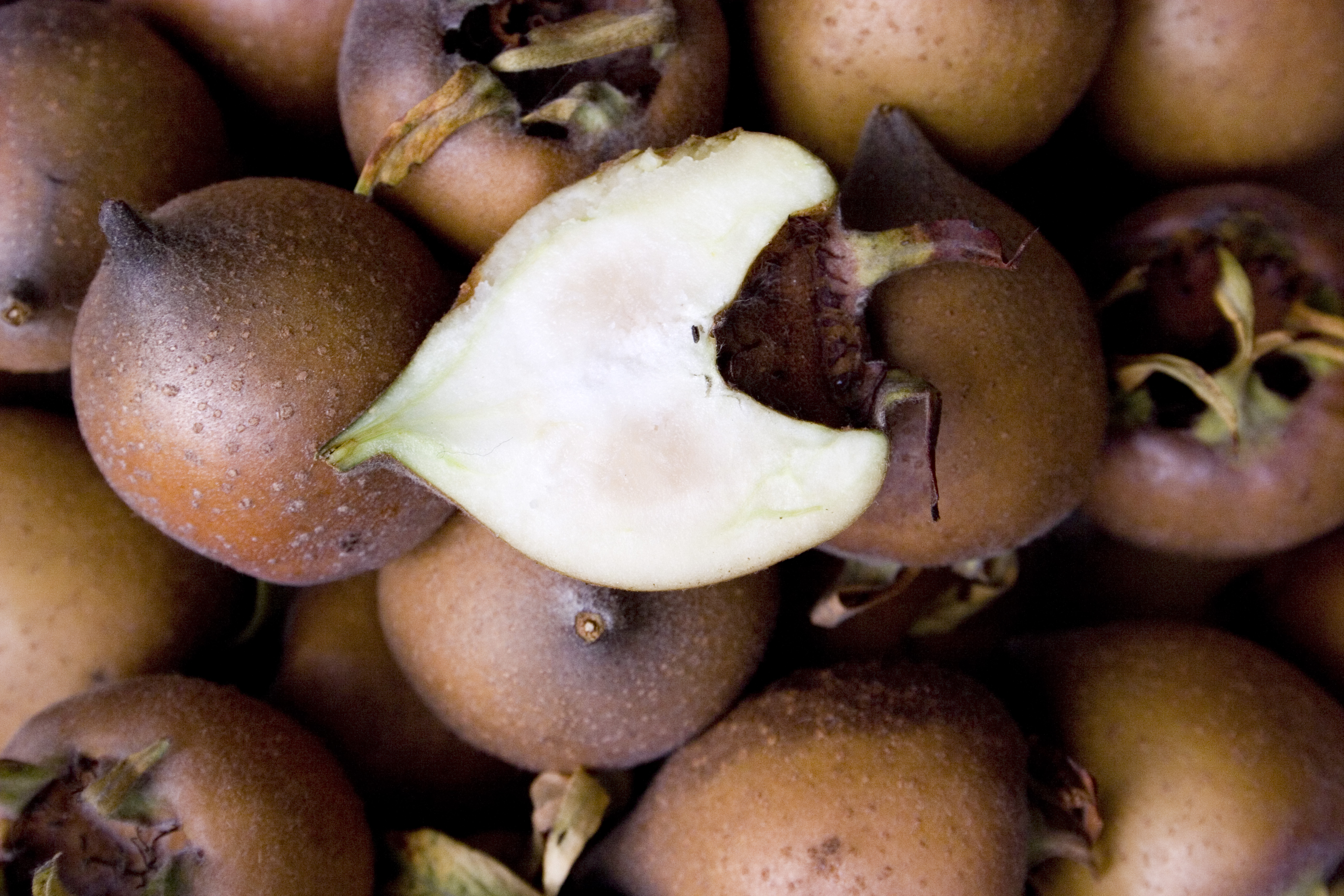
Naspolya hosszmetszetben

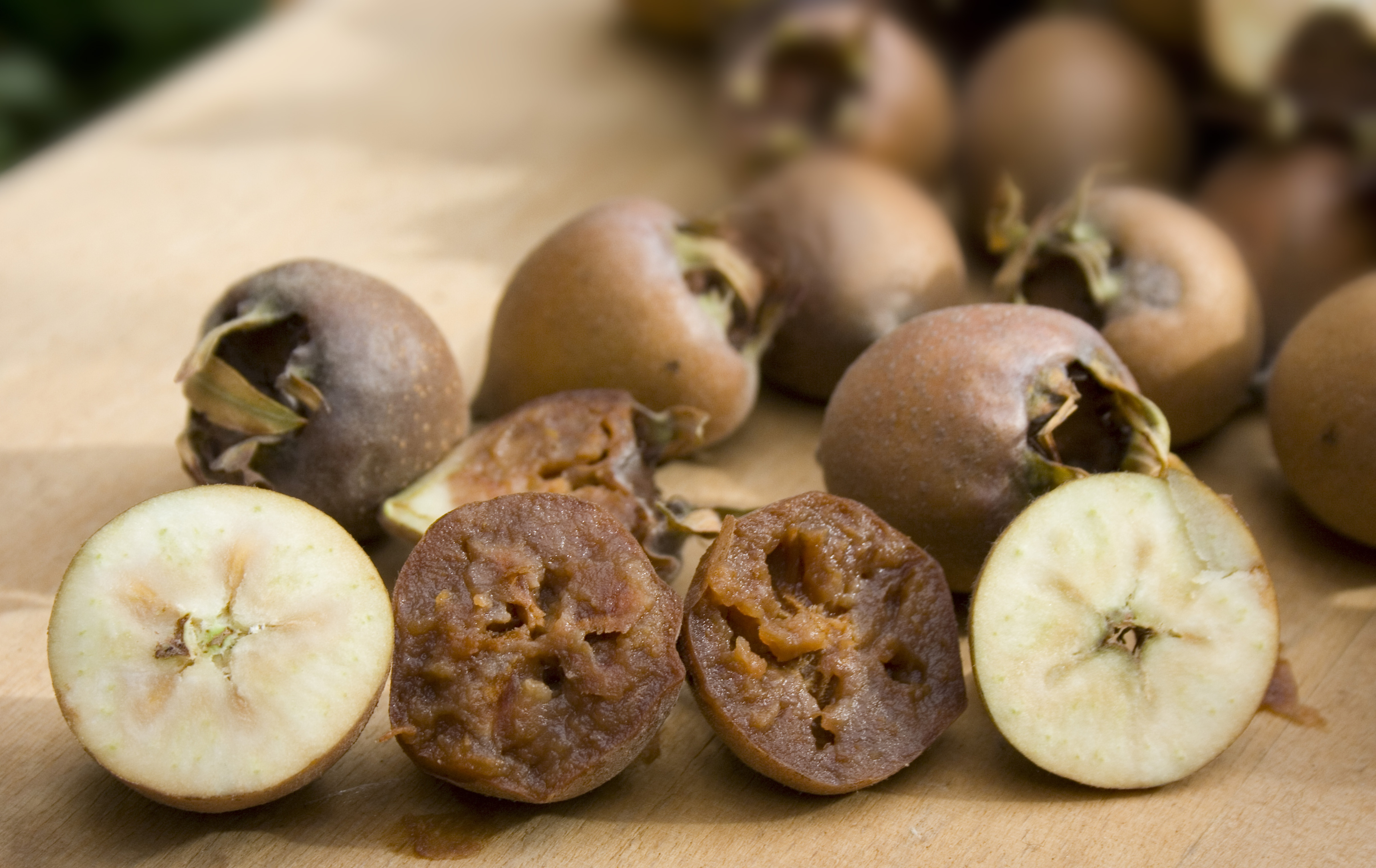
Naspolya, szállítható és a fogyasztható, kitűnően érett példányának keresztmetszetei

A naspolya (Mespilus) a rózsavirágúak (Rosales) rendjébe, a rózsafélék (Rosaceae) családjának Maloideae alcsaládjába tartozó növénynemzetség. Mindössze két faj tartozik ide, a Mespilus germanica vagy közönséges naspolya, és a nemrégen felfedezett, a közönséges naspolyához igen közel álló Mespilus canescens, melyet fényespiros termése alapján lehet elkülöníteni. Nevének eredete kétséges, a latin mespila szó elolaszosodott nespula változatából származhat. Népies elnevezése lasponya, és a miszpolya.
A naspolya Közép-Ázsiából, a Kaukázus déli lejtőiről származó növény, a Fekete-tenger vidékén vadon is terem. 
Magyarországra valószínűleg olasz közvetítéssel került. Gyümölcse miatt, de díszfaként is termesztik.

## Jellemzése
4–6 méter, ritkán 10 méter magas, kis termetű fa vagy tőről elágazó ágas bokor. Lombhullató. Koronája általában széles és alacsony, kevés, de erős, oldalra tartó, vörösesbarna vagy barna ággal. A korona később ellaposodik. A kéreg kezdetben sima, szürkésbarna, később mélyen repedezett, szögletes lapokban lepattogzó; a leváló kéreg helyén vörös vagy sárga foltok maradnak. Erős hajtásait kezdetben sűrű fehér szőr borítja, később tövisek jelenhetnek meg rajtuk.
Szórt állású levelei ágon ülők, alig nyelesek. Alakjuk hosszú-tojásdad vagy lándzsás, bőrszerűek. A rövid hegyes csúcsban végződő levél az alapnál lekerekített, ép vagy finoman fogazott, a mélyen besüllyedt levélerek miatt hullámos. Színén halvány sötétzöld, fonákján világosabb színű, nemezesen szőrös.
Május közepén nyíló virágai egyesével, néha párosával helyezkednek el, rövid nyélen, 5 fehér sziromlevéllel és a környező fiatal levelekkel közrefogva. Rengeteg porzólevele van, portoka sötétvörös. Öntermékeny. A 2–3 cm hosszú, kemény almatermés a vacokból fejlődik, jellemző rá a besüllyedt csúcs körül koronaszerűen kiálló öt csészelevél-maradvány. A termés halványan barnászöld, majd megbarnul. Után érő így a fagyok előtt érdemes leszedni és egyenletesen kiterítve érlelni. Magjai kemények. Melegigényes, ezért hazánktól északabbra már nem fordul elő.

## Termesztése
A naspolya talajtípusokban nem válogat, de a tápdús, nyirkos talajt jobban szereti. Sovány, száraz területen feltétlenül öntözni kell. Melegkedvelő, a napos helyet kedveli, de félárnyékos helyen is megél. A téli hideget jól viseli. Virágai későn nyílnak, ezért a tavaszi fagyok ritkán károsítják. Gyökerei nem hatolnak mélyre. Öntermékeny virágai miatt egymagában is ültethető. A magról kelt, sarjból fejlődött csemete általában tövises, és kisméretű gyümölcsöt terem, ezért érdemesebb inkább oltványt ültetni. Az oltvány alanya galagonya, vagy valamilyen almaféle (alma, birsalma vagy körte). A naspolya nem igényel sok gondoskodást, rendszeresen terem. Magas csersavtartalma a kártevőktől és a betegségektől megóvja. Termőrügyei a vesszők csúcsán állnak, ezért a vesszőit nem szabad metszeni. Idősebb korában lombfakadás előtt ágai ritkíthatóak, de csak tőből vághatóak ki az ágai.
A naspolyát október végén, november elején kell szüretelni. A gyümölcs frissen kemény, élvezhetetlen. Nedvességtől védve egy rétegben kell kiteríteni, hogy megérjen. A fagy nem tesz kárt benne. Decemberre a gyümölcsök lassan megpuhulnak és kicsit megsötétednek. Karácsony táján válik élvezhetővé, amikor már kicsi a gyümölcsválaszték, akár a karácsonyfára is felkerülhet dísznek. A naspolya igen tápláló gyümölcs.

## Kertészetekben előforduló változatai

### Hollandi óriás
Holland származású gyümölcsfa. Nagyméretű gyümölcsei késő ősszel érnek be.
Gyümölcsében a magok nagy méretűek. Héja vastag, könnyen berepedezik.

### Nottingham
Angol származású, november elején érik be. Gyümölcse kisebb méretű, kerekded. Héjának színe sötétbarna, amely a napfényen bepirosodik. Levélzete kékeszöld, díszfának is ültetik.

### Szentesi rózsa
Körte formájú gyümölccsel rendelkező bőtermő fajta. Október végén érik. Héja sárgásbarna. Lombja sötétzöld, díszfának is alkalmas.

## Felhasználása
A téli hónapok értékes növénye, mert gyümölcsének igen magas a C-vitamin-tartalma, érésének idején más hazai gyümölcs már ritkán található.
- A naspolya gyümölcse utóérő, vagyis a fáról leszedve frissen nem fogyasztható. Ha a fáján hagyják, hogy egyszer vagy kétszer megcsípje a dér, akkor édesebb lesz. Előbb leszedve meglágyul, és akkor nyersen meg lehet enni.
- Mint gyümölcs, lekvárt lehet főzni belőle.
- Gyümölcsének magas pektintartalma miatt zselé főzhető belőle.
- Szívós fája szobrászati és faipari célokra alkalmas.
- Levelét és kérgét nagy mennyiségű csersavtartalma miatt régebben cserzésre használták.
- A népi gyógyászatban kérgének főzetével vérzéseket csillapítottak.
- Magjainak főzete vesekőhajtásra alkalmas.
- A Mazdarani Orvostudományi Egyetemen (Irán) végzett állatkísérletek szerint a naspolya levelének kivonata hatékonyan csökkentette a vércukorszintet, és segített a testsúly normalizálásában.[1]
- A Bukaresti Agronómiai és Állatorvosi Egyetem által felügyelt kutatás során széleskörűen elemezték a naspolya tulajdonságait és gyógyhatásait. A kutatók következtetései szerint ez a gyümölcs hatékony antioxidáns és antimikrobiális hatással rendelkezik. [2]